# Ex Meccanica Romana
La Meccanica Romana, già S.T.I.M.A., è stata un complesso industriale di Roma, situato su via dei Romagnoli, nel quartiere Lido di Ostia Ponente.

## Storia
Lo stabilimento venne costruito fra il 1927 e il 1929, per volontà dell'ingegnere Pio Perrone, su progetto dell'architetto Pietro Barbieri, quale prima fabbrica di Ostia.
Inaugurata nel 1929 con il nome di S.T.I.M.A. (Società Trattori Italiani e Macchine Agricole Italia), proposto da Mussolini, doveva essere la prima di una grande area industriale servita dalla nuova ferrovia Roma-Ostia Lido, aperta nel 1924, ma rimase isolata, nonostante le conoscenze altolocate del Perrone.
Nel 1938 Perrone, divenutone il proprietario, propose a Mussolini la riconversione dello stabilimento in fonderia per l'acciaio, per il potenziamento della produzione bellica e così, nel 1941, la STIMA divenne la Società Acciaierie Romane (SAR).
Nel 1943, dopo l'armistizio di Cassibile, i tedeschi occuparono la fabbrica per le loro truppe corazzate e, al momento della ritirata, minarono l'intero stabilimento per distruggerlo, ma non ebbero tempo di farla saltare.
Nel 1952 la Breda Meccanica Romana, che già possedeva uno stabilimento di produzione armi sulla via Casilina, nel Villaggio Breda a Torre Gaia, acquisì lo stabilimento di Ostia, che utilizzerà per produrre macchinari e pezzi di ricambio per i treni della Roma-Lido.
In seguito a difficoltà finanziarie, la fabbrica chiuse nel 1973 e fu ceduta agli attuali proprietari che, a partire da un progetto iniziale datato 10 dicembre 1987, riconvertirono la struttura nel nuovo cinema multisala Cineland, inaugurato il 15 settembre 1999.

## Descrizione
L'edificio si presenta con due corpi trasversali collegati da uno centrale e la facciata rivolta verso la via del Mare; il tutto in stile neobarocco, sul modello della chiesa di Santa Maria Regina Pacis.